# Lac de Vallon
Le lac de Vallon se trouve en Haute-Savoie, sur la commune de Bellevaux, dans le massif du Chablais. Le lac est un géosite du Géoparc du Chablais et est reconnu comme faisant partie du patrimoine géologique de la région Auvergne-Rhône-Alpes.

## Toponyme
Le lac est initialement nommé « lac de Chauronde » par Léon Moret en référence à la localité de Chauronde où le glissement de terrain est venu barrer la vallée du Brevon. L’appellation « lac de Vallon » est finalement définie par Bernard Dussart en référence au nom de la vallée, Vallon.

## Géographie
Le lac est long de 900 m et couvre une superficie de 15 ha. La rive nord-ouest est marqué par une petite péninsule témoin de l'avancée de la coulée à l'origine du lac. Les rives orientales et occidentales sont relativement abruptes tandis que les rives au nord et au sud forment des pentes douces.

### Situation
Le lac se situe dans la partie amont de la vallée du Brevon à moins de 3 km de la source du torrent éponyme. Cette partie de la vallée se caractérise par une orientation sud-est - nord-ouest qui lui permet de recouper des plis sous forme de cluse et qui a donné son nom au hameau de La Clusaz en aval du lac. Il est bordé en amont par le hameau de la Chèvrerie et est localisé sur le territoire de Bellevaux. Le lac est accessible depuis la route départementale 236.
Deux falaises verrouillent à l'ouest le vallon où est situé le lac (le rocher d'Ombre au sud et le Rochers de la Mottaz au nord). Il est surplombé sur sa rive nord par les alpages de Tré le Saix puis par la pointe de la Gay et l'arête des Relias vers l'est. La rive sud-est débouche sur le chainon du roc d'Enfer.

### Géologie
Le lac se situe à cheval sur la nappe des Préalpes médianes plastiques à l'ouest et au nord et la nappe des Dranses à l'est et au sud. Cependant les apports sédimentaires comportent aussi des apports de la nappe de la Brèche située au sud via le Brevon.
La nappe des Préalpes médianes plastiques forme l'ossature des reliefs ceinturant le lac de Vallon. Ce sont des calcaires jurassiques à l'ouest et nord-ouest et des Couches Rouges (Crétacé supérieur à Éocène) au nord. La nappe des Dranses correspond à la formation du Biot (« flysch à Helminthoïdes », Crétacé supérieur) qui couvre toute la rive orientale ainsi que la Tête au Moine sur la rive occidentale. Elle recoupée sur la rive orientale par un mélange coiffant la nappe des Préalpes médianes. Enfin la nappe de la Brèche est représentée par toute sa série stratigraphique depuis le Trias dolomitique jusqu'à la Brèche supérieure (Kimméridgien - Crétacé inférieur).

### Hydrologie
Le bassin versant du lac recouvre une superficie de 2 100 ha. Il est délimité par une ligne de crête débutant à la pointe de la Gay à l'est et passant par le col des Follys, le roc d'Enfer au sud et la pointe des Follys à l'ouest. Il est principalement alimenté par le Brevon et le ruisseau de la Diomaz qui drainent respectivement 76,9 % et 12,2 % du bassin versant. C'est un lac oligotrophe en raison notamment de sa forte oxygénation et de la faible concentration en matière organique dans les sédiments. Cependant, le rejet des eaux usées de La Chèvrerie dans le Brevon jusqu'en 2020 a favorisé une eutrophisation du lac.
Le lac est aujourd'hui soumis à un phénomène d'engravement qui aboutira à son comblement définitif sans intervention humaine. Il résulte d'un effet combiné d'accumulation de matériaux grossiers à l'embouchure du Brevon, réduisant ainsi la superficie du lac tandis que les sédiments fins décantent au fond du lac, diminuant sa profondeur et d'une érosion de l'enrochement au niveau de l'émissaire.

## Histoire

### Formation du lac

#### Évènements antérieurs
Entre le 8 et le 15 septembre 1940, d’importantes pluies torrentielles s’abattent sur le massif du Chablais de manière continue. Les précipitations sont exceptionnelles (28 cm dont 11,5 cm pour la seule journée du 15 septembre) et représentent l’équivalent d’un cinquième de la pluviométrie annuelle moyenne. Le sol, riche en argile, est tellement imbibé d’eau que les habitants s’embourbent ou glissent tandis que des crevasses apparaissent dans la partie haute du ravin de la Chauronde sous la pointe de la Gay. La plus importante s’étend sur 100 m de long pour un mètre de large et présente un dénivelé de 1 m à 1,5 m. Elle met environ 200 000 m3 de terrain en équilibre instable au-dessus de la vallée.

#### Glissement de terrain

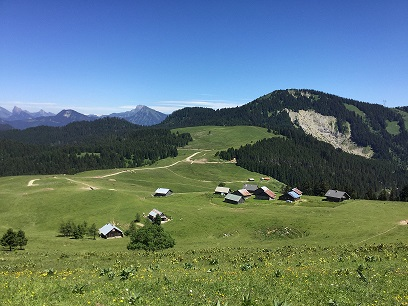
À droite, la trace du glissement de terrain sous la pointe de la Gay, au premier plan, les alpages de Tré le Saix

Durant 2 ans, les crevasses semblent s’être stabilisées ne suscitant guère d’attention par la population. Mais le 11 mars 1943, en fin de soirée, les deux ouvriers italiens (Martinet et Piovano) de la scierie Monnet constatent que l’eau destinée à faire tourner leur roue à aubes ne s’écoule plus. Ils pensent alors à un acte de sabotage par les réfractaires au STO instauré trois semaines plus tôt, d’autant plus que les membres de la Résistance séjournent occasionnellement à Malatraix. Le lendemain, vers 4 heures du matin, ils réveillent leur patron et l’alertent qu’une coulée de boue envahit leur chambre. Dans le même temps, un important grondement, probablement généré par les pans entiers de forêt emportée par la coulée, réveille brutalement la population de la vallée. Ils découvrent au lever du Soleil la formation d’une coulée de boue dans la partie haute du ravin de Chauronde. D'apparence fluide les premiers jours, elle descend de 200 à 300 m par jour, sa vitesse décline au fur et à mesure que la coulée devient plus visqueuse. Monsieur Pasquier, habitant de La Chèvrerie, indique même que la coulée avançait beaucoup plus lentement au milieu que sur les bords.

Schéma de la coulée à l'origine de la formation du lac de Vallon,.

Très vite les secours s’organisent dans la vallée supervisés par le maire de Bellevaux, M. Place. Les maisons situées sur le chemin de la coulée de boue sont progressivement évacuées. C’est d’abord celles de Chauronde (12 et 13 mars) et de La Beauveau puis les machines de la scierie de Jean Monnet qui sont déménagés le samedi 13 et dimanche 14 mars, mobilisant près de 40 chevaux, avant que le propriétaire assiste à sa disparition le dimanche soir. La scierie de Frédéric Voisin est la suivante. À chaque fois, tout ce qui peut être transporté est sauvé : mobilier, affaires personnelles mais aussi tavaillons, portes, fenêtres et des parties de la charpente sont ainsi mis à l’abri. Dans certains cas et si les délais l’autorisent les maisons sont complètement démontées pour être reconstruites plus loin. Le 15 mars, deux maisons sont englouties et les dégâts sont évalués à plus de 12 millions d'anciens francs. Des chalets sont fissurés par la coulée et même renversés. Certains d'eux sont même retrouvés 150 m en contrebas, le 29 mars.
Les 16 et 17 mars, le sous-préfet de Thonon, Georges Cathal, se rend sur place pour fournir les premiers secours aux sinistrés et superviser les évacuations, accompagné d’ingénieurs et d’ouvriers des Ponts et Chaussées, du chef départementale de la Légion française des combattants et de Germain Trolliet, maire de Thonon-les-Bains,,,. Une aide de 5 000 francs est remise au maire de Bellevaux au nom du préfet et 1 000 francs par le maire de Thonon. Les soldats italiens qui occupent alors le Chablais ne se déplacent pas mais des membres du Groupe mobile de réserve montent pour surveiller les lieux. Les 17 et 18 mars, la progression de la coulée ralentit et n'avance que de 60 m en 24 heures, mais l'apparition de nouvelles fissures à 1 800 m d'altitude, au dessus des granges de Vallonnnet, font craindre que ces terrains, eux-aussi gorgés d'eau, pourraient à leur tour glisser,.

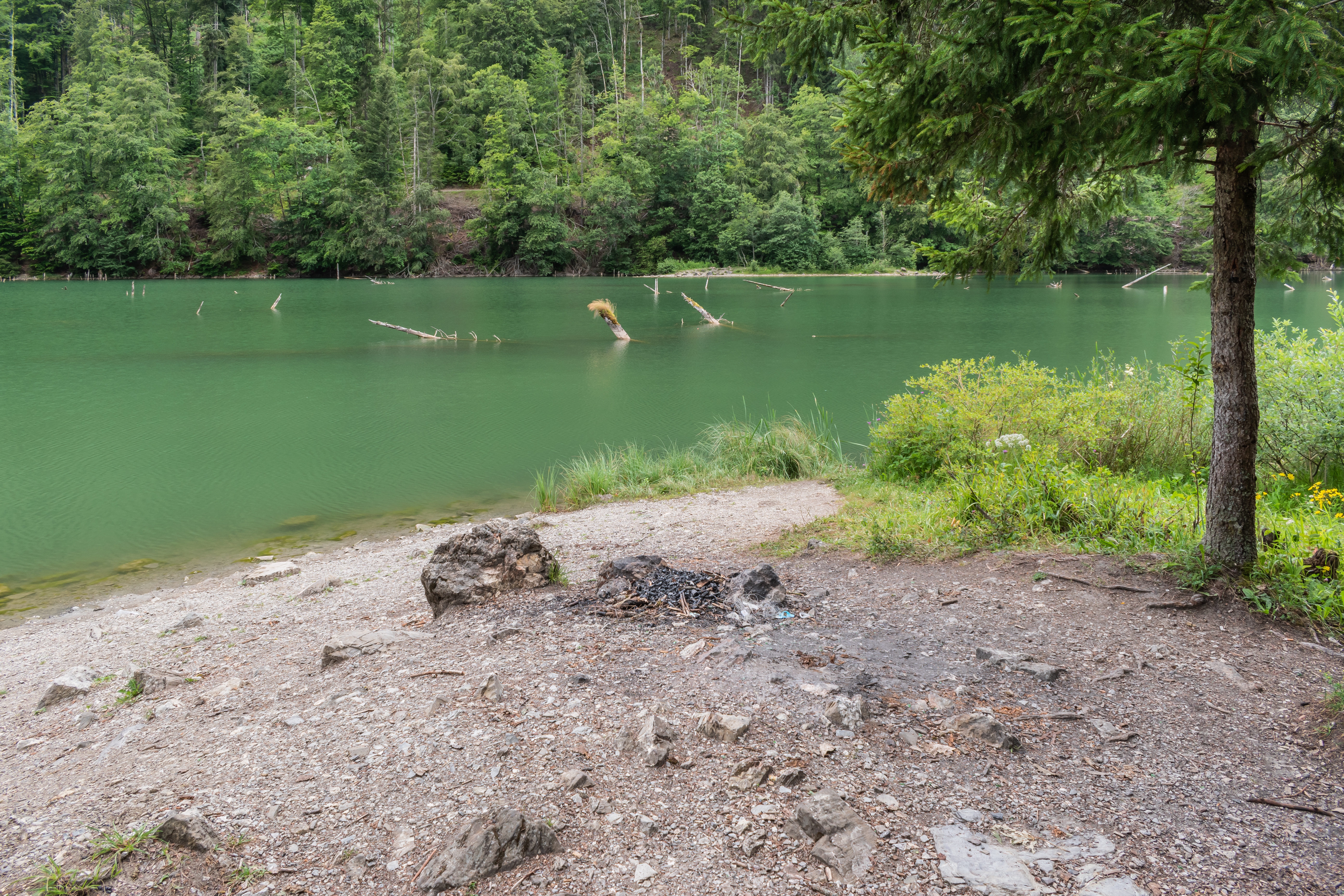
Troncs d'arbres emportés par la coulée et émergeant du lac de Vallon.

Lorsque la coulée de la Chauronde atteint la vallée quelques jours plus tard, elle forme un cône qui prograde préférentiellement en amont, pour former la coulée du Brevon. Le pont de Vallon (pont en pierre) est même détruit pour limiter les dégâts. La coulée constitue alors un barrage d'environ 18 m d'épaisseur, pour 500 m de long et 300 m de large, qui obstrue la vallée dans toute sa largeur si bien que l’écoulement du Brevon est interrompu et un lac de barrage se forme à la fin mars,. La hausse du niveau lacustre entraine l’inondation de la scierie du hameau de l’Éconduit et deux fermes. Seule la partie supérieure du toit de la maison de l’Éconduit reste visible le 10 avril. Celui de la ferme est démonté après l'inondation tandis que la grange de l’Éconduit s'effondre le 26 juin 1946. De même seule une poutre subsiste, hors de l'eau, du pont de l’Éconduit, reconstruit en 1940. La semaine précédente, la coulée du ravin de la Chauronde déborde le 3 avril et une nouvelle branche se forme en direction du hameau de Malatraix dont seulement deux maisons subsistent puis atteint le pont de Cherny.
Parallèlement, la coulée du Brevon qui avait détruit la scierie Monnet se déporte en aval à la suite d'un gonflement du barrage de débris et envahit la vallée du Brevon jusqu’au moulin de Porte en remontant le chemin vicinal sur 1 km et détruit la scierie Voisin. Mais son avancée ralentit rapidement en raison d’un faible apport en matériaux depuis le delta. Pendant un temps, le bouchon formé dans la vallée menace de céder et d’engloutir le hameau de La Clusaz ainsi que la centrale électrique de Bellevaux sous la pression de l’eau qui s’accumule. En aval, le hameau de la Chèvrerie est certes épargné par la catastrophe mais se retrouve rapidement coupé du monde et des passerelles sont mises en place, par des sauveteurs de Rumilly tandis que l’électricité ne sera rétablie que deux mois plus tard. 
Le 4 avril, le niveau du lac s'élève de 3 m en 24 heures mais le risque de vidange brutal du lac est écarté. Le lac s'étend alors sur un kilomètre et s'élève 30 m au-dessus du cours initial du Brevon. Des membres des chantiers de la jeunesse française sont aussi mobilisés pour tenter de creuser un exutoire destiné à vidanger le lac alors décrit comme une « nappe d'eau ». Au 10 avril, la progression du glissement de terrain fluctue : il ralenti, s'arrête puis reprend ce qui a pour conséquence une augmentation du volume du barrage et par conséquent du niveau du lac. Ces évolutions ont aussi des conséquences sur l'écoulement du Brevon en aval qui est ponctuellement interrompu. Cinq semaines après la catastrophe, la coulée de boue s’est stabilisée. Le lac est indiqué sur la feuille cadastrale au 1/2000 du 4 mars 1946 mais sa géométrie évolue. Le niveau lacustre est initialement plus élevé, s'étendant 100 m plus en amont. Sa décrue résulte d'un affouillement du lit du Brevon dans les dépôts meubles de la coulée au niveau de l'exutoire.

#### Conséquences
Au total, 9 granges, 5 fermes, 2 scieries et une maison des hameaux de l’Econduit, de Malatraix, de la Haute Meille, et de Le Cerny sont emportés par la coulée dont la ferme de la Chauronde, de la Beauveau et plusieurs bâtiments de Malatraix,. 2 000 m3 de bois sont aussi emportés par la coulée. Une grande partie des terrains inondés appartiennent à un même propriétaire, qui possède aussi celui de l'ancienne chartreuse de Vallon. Le hameau de l'Éconduit est le plus affecté car il disparait définitivement des cartes, noyé sous les eaux du lac.
La formation du barrage a aussi entrainé une modification du tracé du Brevon. Les relevés effectués au XIXe siècle montrent que la rivière s'écoulait au pied du rocher d'Ombre avant la catastrophe. De même, la formation du lac a favorisé le stockage sédimentaire dans le lac et entrainé une érosion régressive du Brevon en aval, et l’installation d’un delta à l’embouchure de la Diomaz et du Brevon en amont. L'érosion en aval entraine un important lessivage de la fraction argileuse des dépôts de la coulée qui s'est accumulée dans la retenue du barrage hydro-électrique de Bellevaux. La profondeur théorique est évaluée à 20-25 m en avril 1943. Le barrage fait 200 m de large pour une longueur de 900 m (coulée du Brevon). D'autres glissements ont été répertoriés dans le secteur, comme celui d'avril 1970 où une petite coulée de boue partie du même secteur a barré la route au niveau de Court Champ.

### Causes de la catastrophe
Maurice Bouverot, mandaté par le ministère de l’Agriculture pour écrire un rapport sur la catastrophe, évalue le volume de la coulée à 200 000 m3, le 13 mars, puis à 1,6 million de m3, le 16 mars. Léon Moret l’évalue à 2 millions de m3 le 15 avril, s’étendant sur 10 ha environ. La niche d’arrachement est située à 1 500 m d’altitude. Les terrains emportés par la coulée sont constitués par la désagrégation superficielle des couches du flysch des Préalpes Médianes (calcschistes) et des séries marno-calcaires du Crétacé de la même nappe. La sécheresse qui a duré 2 ans puis le fonte prématurée de la neige et l’arrivée précoce des premières pluies du printemps auraient saturé les terrains argileux en eau ce qui a rendu instables les pentes à forte déclivité, entrainant leur décollement et donc leur glissement. Ce mécanisme a par ailleurs été accompagné par la formation de plusieurs entonnoirs de dissolution dont l'un mesurait 60 à 80 m de diamètre pour 30 à 40 m de profondeur et aurait favorisé l'accumulation d'eau dans ces dolines. Il résulte de la dissolution des gypses et cargneules triasiques de la nappe des Préalpes médianes plastiques recouverts par les dépôts morainiques. Situés plus au nord, ces poches de dissolution seraient responsables de la coulée qui a emporté les granges de Vallonnet sur près de 200 m.
La formation du lac résulte quant à elle de l’importante épaisseur des alluvions fluvio-glaciaires relativement argileuses et imperméables au fond de la vallée glaciaire et qui empêchent l'infiltration des eaux dans les séries calcaires sous-jacentes,,. De même, le barrage est lui aussi constitué de matériaux argileux.

### Changement de propriétaire
Initialement réparti sur plusieurs propriétés à la suite de la catastrophe, le lac se retrouve partagé entre deux propriétaires à la fin des années 1980. Les deux familles gèrent alors l'entretien du lac grâce à des fonds publics. Cependant la délivrance de fonds publics sans maitrise du foncier n'étant pas compatible, la commune de Bellevaux a racheté les terrains grâce à l'aide du département de la Haute-Savoie pour en devenir l'unique propriétaire depuis le 1er mai 2021,.

## Activités

### Tourisme

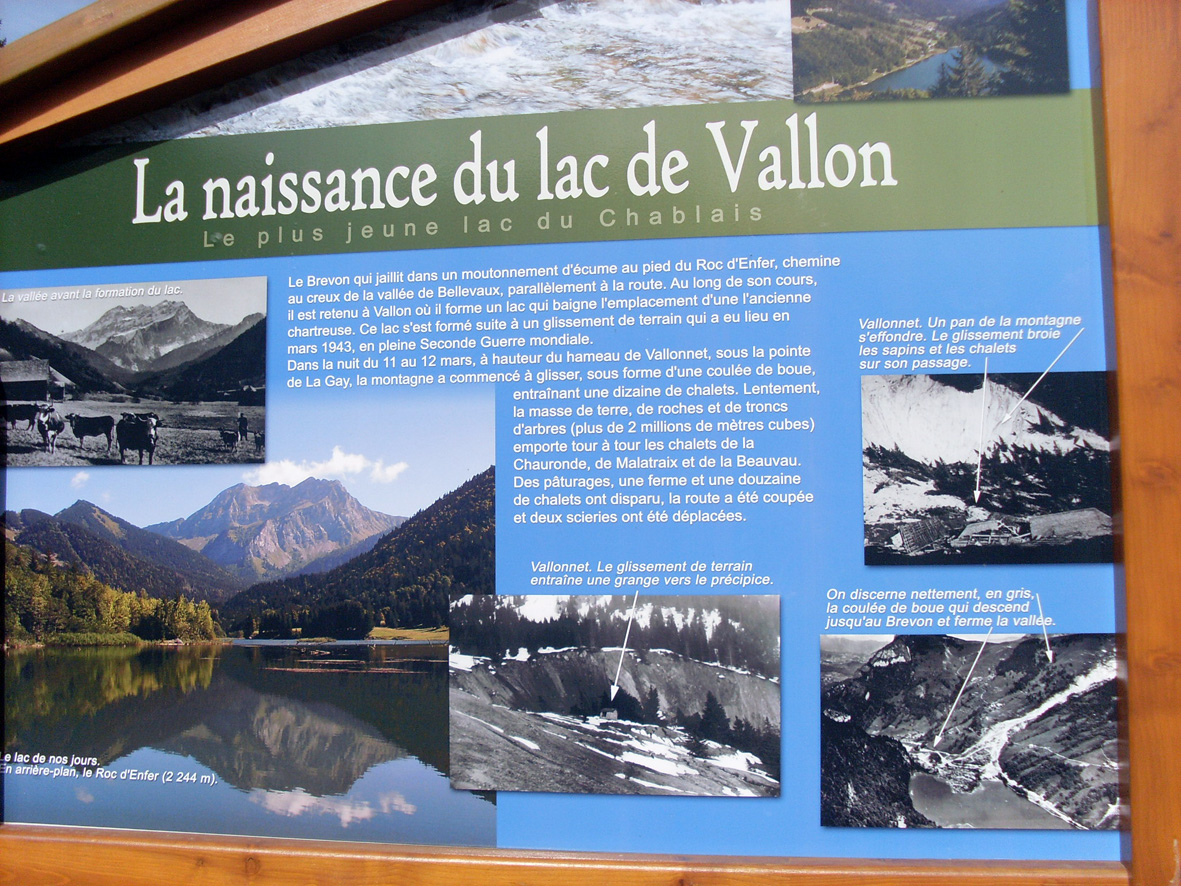
Panneau d'interprétation du lac de Vallon.

Le site du lac de Vallon est l’un des sites remarquable du Géoparc du Chablais. Il bénéficie d'un sentier d'interprétation installé au bord du lac et composé d'une dizaine de panneaux traitant de son origine et de son évolution.

### Pêche
Avant la formation du lac, la partie supérieure du Brevon bénéficiait d'un réempoissonnement périodique en truite  par le service des Eaux et Forêts, les sociétés de Pêche et la pisciculture de la Chèvrerie. La formation du lac a permis d'accroître la productivité biogénique du Brevon avec l'apparition de truites arc-en-ciel et d'ombles de fontaine. Le site est devenu un lieu très fréquenté par les pêcheurs et les chasseurs (canard).
Des aménagements pour les personnes à mobilité réduite sont installés en 2021 sur la rive nord du lac, le long de la Route de la Chèvrerie, à l'initiative de l’amicale des pêcheurs de Bellevaux.

### Assainissement
En raison de l'absence d'un réseau d'assainissement, les eaux usées d'une centaine de logements du hameau de la Chèvrerie se déversaient dans le Brevon en amont du lac sans que la qualité de l'eau n'en pâtisse d'après des analyses effectuées à l'exutoire du lac, ce qui sous-entend que le lac servait de bassin de filtration des eaux-usées. Initialement prévu pour 2011, le raccordement du hameau au réseau a débuté en 2016 et devrait s'étendre jusqu'en 2024.